# Jataí (Goiás)
Jataí é um município do estado de Goiás, no Brasil. Situa-se no sudoeste de Goiás, sendo considerada a capital da produção de grãos e leite de Goiás e o maior produtor nacional de milho. Sua população, conforme censo do IBGE de 2024, era de 110 404 habitantes.

## Topônimo
"Jataí" procede do tupi antigo îate'i, que designa algumas variedades de abelha.

## História
Em 17 de agosto de 1864, o presidente da Província de Goiás elevou, à categoria de freguesia, a Capela do Divino Espírito Santo do Paraíso, criando, assim, o distrito de Paraíso. Em 9 de julho de 1867, foi lançada a pedra fundamental da capela pelo padre Antônio Marques Santarém.
Em 28 de julho de 1882, de acordo com a resolução nº 668, foi lançada a pedra fundamental para a criação do município de Paraíso. Em 2 de fevereiro de 1885, recebeu o nome de Jataí. No entanto, foi através da Lei Estadual nº 56, de 31 de maio de 1895, que a sede do município se elevou à categoria de cidade de Jataí, por imposição do tenente-coronel José Manoel Vilela. A comarca de Jataí foi implantada em 21 de julho de 1898, desmembrando-se judicialmente de Rio Verde.

## Geografia
- Recursos minerais: jazida de quartzito, jazida de cristal, mármore jacarandá, pedras coradas, argila. Já foram retirados diamante de faiscagem e ouro.
- Hidrografia: rio Claro, rio Doce, rio Verde, rio Paraíso, Campo Belo, Felicidade ou Ponte de Pedra, Córrego Jataí, Rio Ariranha, Bonsucesso, entre outros.
- Relevo: com território localizado no Planalto Meridional, dominado por sedimentos antigos e faixas de derrames basálticos, o relevo apresenta-se de plano a suavemente ondulado, destacando certas elevações como Serra do Cafezal, Serra do Rio Verde e Serra do Caiapó e com a presença de formas tabulares em superfícies dissecadas a leste e nordeste. As altitudes do Município variam de 700 a 1 100 metros.

### Clima

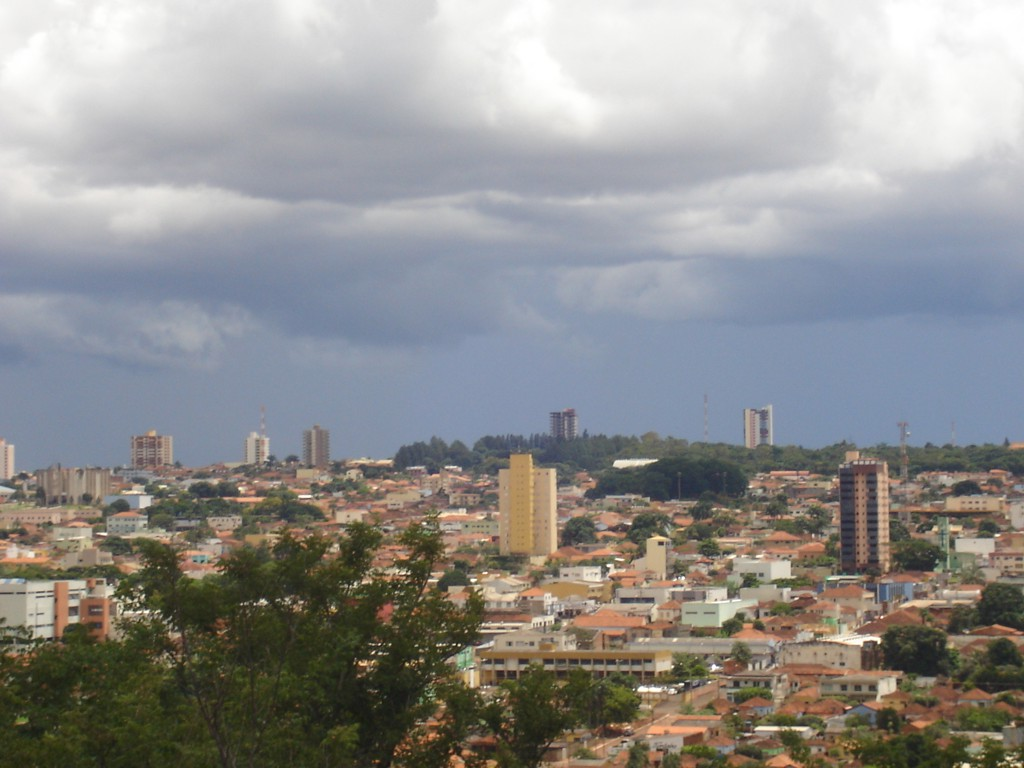
Tempo nublado em Jataí.

Clima tropical mesotérmico, com duas estações bem definidas com um regime diferente de chuvas, ocorrendo o maior índice pluviométrico entre outubro a abril e tendo um período de estiagem entre maio a setembro. A temperatura média no inverno varia entre 10 °C e 29 °C, podendo a temperatura a chegar a menos de 5 °C e no verão varia entre 18 °C e 35 °C.
No câmpus da Universidade Federal de Goiás (UFG) está a estação convencional do Instituto Nacional de Meteorologia (INMET) de Jataí, em operação desde 23 de novembro de 1978. Desde essa data, a temperatura mínima chegou a ficar abaixo de zero em duas ocasiões, nos dias 26 de julho de 1988 (−1 °C) e 11 de junho de 1985 (−0,4 °C). Por outro lado, o recorde de maior temperatura registrada na estação ocorreu em 4 de outubro de 2020, com máxima de 42 °C.
O maior acumulado de precipitação em 24 horas chegou a 161,3 milímetros (mm) em 24 de fevereiro de 1979. Outros acumulados superiores a 100 mm foram: 151,4 mm em 21 de março de 2005, 149,2 mm em 3 de outubro de 2010, 135,7 mm em 9 de março de 1988, 135,6 mm em 10 de janeiro de 1989, 131,2 mm em 25 de março de 2010, 128,4 mm em 25 de dezembro de 1986, 109 mm em 5 de março de 2011, 102 mm em 16 de dezembro de 2016 e 101,6 mm em 2 de fevereiro de 2018. Em janeiro de 1989, o total de precipitação mensal chegou a 555 mm, o maior do período.
Desde maio de 2007, quando o INMET instalou uma estação automática ao lado da convencional, a maior rajada de vento alcançou 24,5 m/s (88,2 km/h) em 8 de fevereiro de 2010. Por sua vez, o índice mais crítico de umidade relativa do ar (URA) foi de apenas 7% em 2020, nas tardes dos dias 27 de agosto e 2 de outubro.
| Dados climatológicos para Jataí (OMM: 83464)                                               | Dados climatológicos para Jataí (OMM: 83464) | Dados climatológicos para Jataí (OMM: 83464) | Dados climatológicos para Jataí (OMM: 83464) | Dados climatológicos para Jataí (OMM: 83464) | Dados climatológicos para Jataí (OMM: 83464) | Dados climatológicos para Jataí (OMM: 83464) | Dados climatológicos para Jataí (OMM: 83464) | Dados climatológicos para Jataí (OMM: 83464) | Dados climatológicos para Jataí (OMM: 83464) | Dados climatológicos para Jataí (OMM: 83464) | Dados climatológicos para Jataí (OMM: 83464) | Dados climatológicos para Jataí (OMM: 83464) | Dados climatológicos para Jataí (OMM: 83464) |
| Mês                                                                                        | Jan                                          | Fev                                          | Mar                                          | Abr                                          | Mai                                          | Jun                                          | Jul                                          | Ago                                          | Set                                          | Out                                          | Nov                                          | Dez                                          | Ano                                          |
| ------------------------------------------------------------------------------------------ | -------------------------------------------- | -------------------------------------------- | -------------------------------------------- | -------------------------------------------- | -------------------------------------------- | -------------------------------------------- | -------------------------------------------- | -------------------------------------------- | -------------------------------------------- | -------------------------------------------- | -------------------------------------------- | -------------------------------------------- | -------------------------------------------- |
| Temperatura máxima recorde (°C)                                                            | 36,6                                         | 36,3                                         | 36,6                                         | 35                                           | 33,8                                         | 33,9                                         | 34,7                                         | 37,9                                         | 41                                           | 42                                           | 38,4                                         | 36                                           | 42                                           |
| Temperatura máxima média (°C)                                                              | 30,7                                         | 30,9                                         | 30,9                                         | 30,6                                         | 29                                           | 29,2                                         | 29,9                                         | 32,1                                         | 33,4                                         | 32,6                                         | 31,2                                         | 30,8                                         | 30,9                                         |
| Temperatura média compensada (°C)                                                          | 24,3                                         | 24,1                                         | 24                                           | 23                                           | 20,2                                         | 19,3                                         | 19,3                                         | 21,5                                         | 24,1                                         | 24,7                                         | 24,4                                         | 24,4                                         | 22,8                                         |
| Temperatura mínima média (°C)                                                              | 20,3                                         | 20,1                                         | 19,9                                         | 18,1                                         | 14,4                                         | 12,6                                         | 11,6                                         | 13,1                                         | 16,8                                         | 19,1                                         | 19,8                                         | 20,3                                         | 17,2                                         |
| Temperatura mínima recorde (°C)                                                            | 13                                           | 14,1                                         | 7,8                                          | 6                                            | 2,6                                          | −0,5                                         | −1                                           | 3                                            | 2,8                                          | 9,2                                          | 9,7                                          | 12                                           | −1                                           |
| Precipitação (mm)                                                                          | 226,6                                        | 236,1                                        | 275,4                                        | 110,5                                        | 47,9                                         | 18,9                                         | 7,4                                          | 10,3                                         | 59,2                                         | 136,6                                        | 200                                          | 264,4                                        | 1 593,3                                      |
| Dias com precipitação (≥ 1 mm)                                                             | 17                                           | 17                                           | 17                                           | 9                                            | 4                                            | 2                                            | 1                                            | 2                                            | 6                                            | 11                                           | 14                                           | 17                                           | 117                                          |
| Umidade relativa compensada (%)                                                            | 77,4                                         | 78,4                                         | 78,4                                         | 76,1                                         | 73,3                                         | 68,4                                         | 59,5                                         | 49,7                                         | 54,1                                         | 65,4                                         | 73                                           | 77,1                                         | 69,2                                         |
| Insolação (h)                                                                              | 151,2                                        | 145,2                                        | 167,9                                        | 206,5                                        | 230                                          | 232,5                                        | 252,3                                        | 253,3                                        | 196,1                                        | 181,7                                        | 165,2                                        | 157,5                                        | 2 339,4                                      |
| Fonte: INMET (normal climatológica de 1991-2020; recordes de temperatura desde 23/11/1978) |                                              |                                              |                                              |                                              |                                              |                                              |                                              |                                              |                                              |                                              |                                              |                                              |                                              |

## Demografia
| 1991   | 1996   | 2000   | 2004   | 2008   | 2013   | 2016   | 2022    |
| ------ | ------ | ------ | ------ | ------ | ------ | ------ | ------- |
| 65 957 | 69 192 | 75 551 | 82 025 | 85 491 | 89 902 | 97 077 | 105 729 |

Fonte: IBGE

### Etnias
Jataí é uma cidade onde existem várias culturas e etnias, destacando-se os imigrantes de origem árabe, como os libaneses, os sírios e os palestinos, que se destacam no comércio. Outros grupos importantes são os colonos provenientes de São Paulo, Minas Gerais, Santa Catarina, Paraná e Rio Grande do Sul, possuindo, esses últimos, um Centro de Tradições Gaúchas.

### Religião
| Religião                   | Número |
| Católicos                  | 47 545 |
| Evangélicos e Protestantes | 21 909 |
| Sem religião               | 10 648 |
| Espíritas                  | 6 383  |
| Muçulmanos                 | 131    |
| Judeus                     | 855    |
| Testemunhas de Jeová       | 507    |
| Adventistas do Sétimo Dia  | 367    |
| Mórmons                    | 92     |

Fonte: IBGE 2010 (dados obtidos por meio de pesquisa do Instituto Brasileiro de Geografia e Estatística).

#### Igreja Católica Apostólica Romana

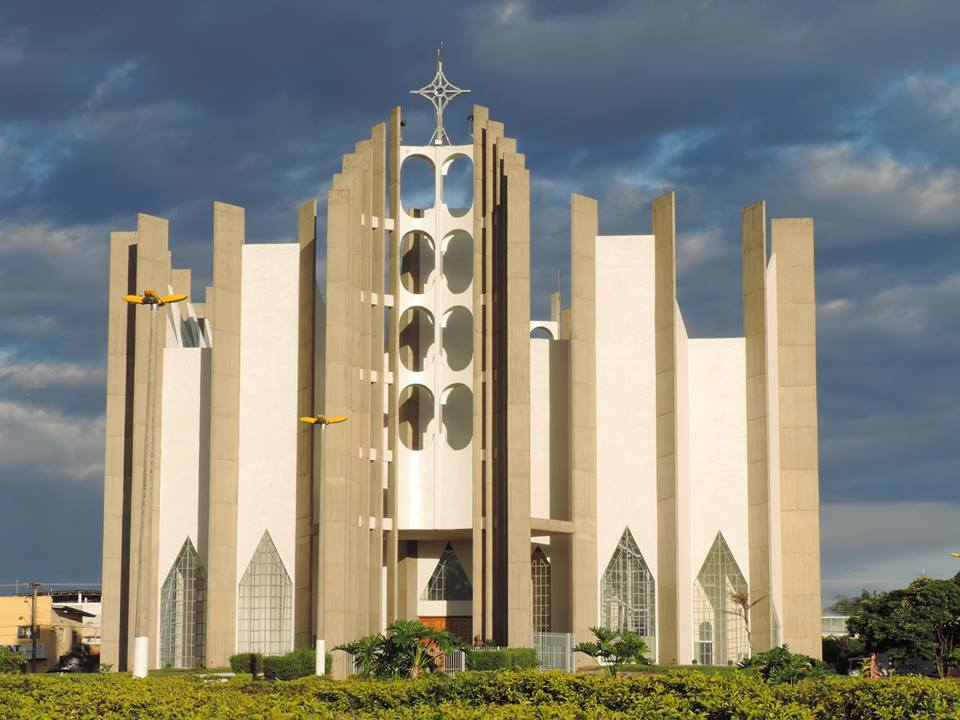
Catedral Divino Espírito Santo.

A Diocese de Jataí é uma circunscrição eclesiástica da Igreja Católica Apostólica Romana em Goiás. A diocese localiza-se na região sudoeste goiano e abrange 24 municípios divididos em quatro distritos pastorais: Centro, Sul, Leste e Noroeste. Limitando ao leste com a Diocese de Itumbiara, ao sudeste com a Diocese de Ituiutaba, ao norte com a Diocese de São Luís de Monte Belos, ao oeste com a Diocese de Guiratinga, a sul com a Diocese de Três Lagoas e com a Diocese de Coxim.
A Catedral Divino Espírito Santo é o monumento símbolo da cidade de Jataí.
A Catedral de Jataí nos chama a atenção por sua imponência e arquitetura moderna. O prédio começou a ser construído em 1984, a obra levou nove anos para ficar pronta. Foi dedicada em 2 de outubro de 1993 ao Divino Espírito Santo, com a presença do então núncio apostólico no Brasil, Dom Alfio Rapisarda. Vista do alto, a igreja lembra o formato de um favo de mel. Sua fachada possui doze colunas que simbolizam os apóstolos de Cristo. Em seu interior, possui um imenso painel de arte sacra, pintado pelo famoso artista Cláudio Pastro, com pinturas retratando passagens importantes do Novo e do Velho Testamento. Possui ainda uma cripta, onde estão enterrados os bispos.

#### Presbiterianos

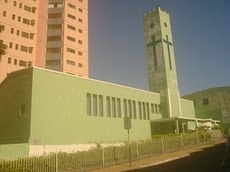
Igreja Presbiteriana Central de Jataí.

A Igreja Presbiteriana é uma igreja tradicional e que mantém o "caráter católico de Igreja". Em Jataí, é bastante notável a presença da fé reformada. Fé Reformada é o nome dado à fé presbiteriana, que professa a fé calvinista, enraizada na Reforma Protestante do século XVI, Na cidade, a Igreja Presbiteriana do Brasil (IPB) possui três paróquias: a Igreja Presbiteriana Central de Jataí, a Igreja Presbiteriana Betel (a famosa Igreja Furada) e a Igreja Presbiteriana Betânia. Além disso, a Igreja Central possui duas capelas: a Congregação Presbiteriana Filadélfia (no setor Santa Terezinha) e a Congregação Presbiteriana do Setor Jacutinga. A Igreja Presbiteriana Independente do Brasil (IPI) e a  Igreja Presbiteriana Renovada do Brasil (IPR – de caráter carismática/pentecostal) também se fazem presentes na cidade. Existem 3 escolas presbiterianas no município, são elas: o Instituto Presbiteriano Samuel Graham (pertencente à Igreja Presbiteriana Central de Jataí), a Escola Pedacinho do Céu I e a Escola Pedacinho do Céu II (ambas pertencentes a Igreja Presbiteriana Independente de Jataí).
As igrejas presbiterianas se destacam na evangelização, educação e caridade.

#### Doutrina espírita
O Movimento Espírita em Jataí conta com diversos Centros espalhados pela cidade. Entre eles, o Centro Espírita Allan Kardec, atendendo à sociedade jataiense desde 1932. O referido centro surge a partir do momento em que famílias se reuniram para rezar pelos seus jovens que foram a combate na Revolução Constitucionalista de 1932, também chamada de Guerra Paulista.
Os Centros Espíritas realizam sopas beneficentes e "amparo ao berço" para gestantes mais carentes (fornecendo o enxoval e auxiliando através de palestras, por exemplo). Além disso, há também a venda de peças de roupas usadas a preços bem acessíveis, palestras, reuniões para médiuns e cursos. Entre os diversos Centros Espíritas, encontram-se: Centro Espírita Allan Kardec, Centro Espírita Casa do Caminho, Centro Espírita Amor Caridade, Centro Espírita Caminho E Luz, Centro Espírita Fonte Viva, Centro Espírita Maria Madalena, Casa de Oração Espírita, Centro Espírita Fé e Caridade e Centro Espírita Maria de Nazaré.

#### Testemunhas de Jeová
Existem 507 fiéis pertencentes às Testemunhas de Jeová. Em dois pontos da cidade, podemos encontrar os Salões do Reino da Congregação Centro e da Congregação Leste. Além disso, existe um pequeno grupo que utiliza a língua brasileira de sinais. A cidade de Jataí é sede de um congresso anual da religião, que reúne Testemunhas de Jeová de várias cidades.

#### Outras Religiões
- Sociedade Beneficente Muçulmana de Jataí
- Congregação Cristã no Brasil

## Política municipal
Na história política do município, a figura que mais se destacou, foi o médico e chefe político Serafim de Carvalho. Filiado ao Partido Social Democrático (PSD) e ligado politicamente a Pedro Ludovico Teixeira, ditou os destinos da região durante anos. O PSD chegou a deter quase 100% do eleitorado de Jataí. Haja vista, só para exemplificar, que, quando apuradas as urnas na eleição presidencial de 1950, a chapa Cristiano Machado, Altino Arantes (PSD - PR) alcançou, ali, uma votação retumbante. Dizem que Pedro Ludovico não prescindia do seu oportuno apoio. Serafim foi contemporâneo de Juscelino Kubitschek na Escola de Medicina de Belo Horizonte. Por isso, Juscelino escolheu Jataí para o início da sua campanha presidencial em 1955. Serafim, que descendia dos dois fundadores da vila de Jataí, José Carvalho Bastos e José Manuel Vilela, faleceu a 28 de agosto de 1973.

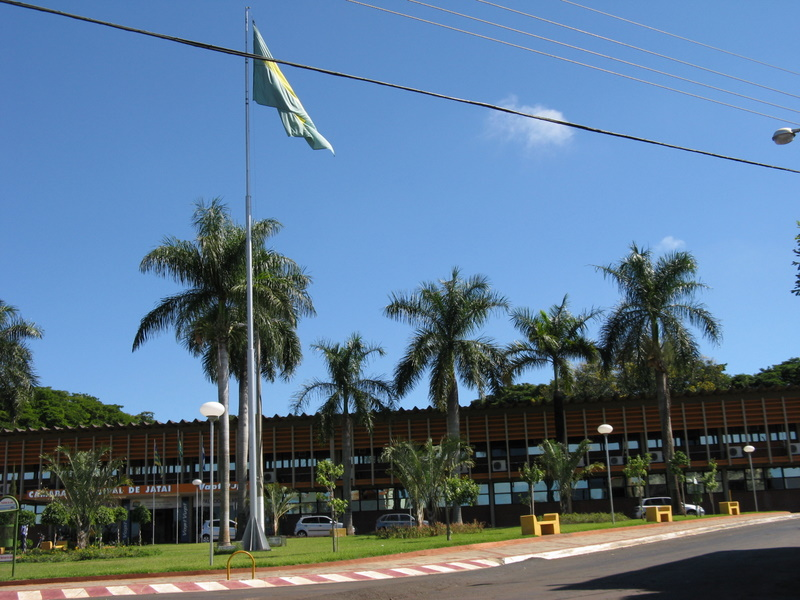
Poder Legislativo de Jataí, Palácio das Abelhas.

- Câmara Municipal de Jataí

### Eleitores
Evolução dos números de eleitores de Jataí.

## Bairros
Jataí conta com 27 640 domicílios particulares distribuídos em 79 bairros.
| - Setor Aeroporto - Setor Aimbiré - Bairro Popular - Bairro Primavera - Bairro Sodré - Vila Campo Neutro - Setor Central - Setor Centro - Setor Cylleneo Franca - Setor Cohacol - Setor Residencial Cohacol 5 - Setor Colina - Colméia Park - Conjunto Estrela D'Alva - Conjunto Rio Claro I - Conjunto Rio Claro II - Conjunto Rio Claro III - Bairro Divino Espírito Santo - Bairro Dom Abel - Bairro Dom Benedito - Bairro Dorival de Carvalho - Setor Epaminondas I - Setor Epaminondas II - Bairro Francisco Antônio - Bairro Frei Domingos - Setor Gedda - Setor Jacutinga - Jardim da Liberdade - Jardim Floresta - Jardim Goiás I - Jardim Goiás II - Jardim Maximiano - Jardim Paraíso - Jardim Primavera - Jardim Rio Claro - Setor José Bento - Bairro José Estevam - Loteamento Filostro Machado - Loteamento Belmar - Bairro Sebastião Herculano de Souza | - Setor Mauro Bento - Setor Morada do Sol - Residencial Portal do Sol - Residencial Alto das Rosas - Setor Samuel Graham - Bairro Santa Lúcia - Setor Santa Maria I - Setor Santa Maria II - Bairro Santa Terezinha - Bairro Santo Antônio - Bairro Serra Azul - Vila Brasília - Setor Cordeiro - Setor das Mansões - Setor Fabriny - Setor Granjeiros - Setor Hermosa - Setor Industrial - Setor Planalto - Sítios de Recreio Alvorada - Vila Fátima - Vila Iracema - Vila Luíza - Vila Olavo - Vila Palmeiras - Vila Paraíso - Vila Progresso - Vila São Pedro - Vila Sofia I - Vila Sofia II - Vila Sofia III - Cidade Jardim |

## Economia
O município fica no coração do Brasil e sua posição geográfica é estratégica para as empresas que queiram distribuir seus produtos para todo o país. 
- 6º Município com maior PIB em Goiás: R$ 5,32 bilhões (ano de 2021)
- 5° IDH do estado de Goiás, com um índice superior ao IDH da Venezuela, superando municípios como Rio Verde e Itumbiara. Se Jataí fosse um país, estaria na 69ª colocação do ranking do IDHM global.
- 2ª cidade de Goiás no IDH Renda, ficando atrás somente de Goiânia. Este índice é o que mede as cidades com maior poder de compra. Na região Centro-Oeste, entre 461 municípios pesquisados, a cidade de Jataí aparece na 2ª posição, atrás apenas de Campos de Júlio, no Mato Grosso. Estes estudos foram realizados pela ONU (Organização das Nações Unidas) - Ano 2013. Em relação a renda, Jataí perde apenas para a capital do estado.

### Produto Interno Bruto (PIB)
| Ano de 2014              | Valor           |
| ------------------------ | --------------- |
| PIB a preços recorrentes | R$ 3.578.571,00 |
| PIB per capita           | R$ 37.712,84    |

| Valor adicionado bruto a preços recorrentes                                      | Valor           |
| -------------------------------------------------------------------------------- | --------------- |
| Agropecuária                                                                     | R$ 786.913,00   |
| Indústria                                                                        | R$ 633.971,00   |
| Serviços (exclusivo administração, saúde e educação publica e seguridade social) | R$ 1.455.571,00 |

### Finanças públicas
| Ano de 2014                | Classificação | Valor         |
| -------------------------- | ------------- | ------------- |
| Capital                    | Despesa       | R$ 35.823,00  |
| Correntes                  | Despesa       | R$ 238.960,00 |
| Investimentos              | Despesa       | R$ 31.448,00  |
| Obras e Instalações        | Despesa       | R$ 24.537,00  |
| Pessoal e encargos sociais | Despesa       | R$ 136.600,00 |
| Outros despesas correntes  | Despesa       | R$ 98.763,00  |
| Capital                    | Receita       | R$ 17.541,00  |
| Contribuição               | Receita       | R$ 5.951,00   |
| Correntes                  | Receita       | R$ 270.402,00 |
| Divida Ativa               | Receita       | R$ 4.483,00   |
| IPTU                       | Receita       | R$ 10.941,00  |
| ISS                        | Receita       | R$ 20.684,00  |
| ITBI                       | Receita       | R$ 9.221,00   |
| Tributária                 | Receita       | R$ 54.589,00  |
| Outras receitas correntes  | Receita       | R$ 10.359,00  |

### Agricultura
Jataí é o maior produtor de milho, soja, sorgo e leite de Goiás. O município também é referência nacional na produção de milho, soja e leite, além de ter a maior e mais moderna usina de etanol do mundo. A produção de grãos de Jataí corresponde por 10,8% do total da produção estadual e 1,1% da nacional.
- Total de propriedades rurais em 2014: 1.482
- Total de rebanhos bovinos em 2014: 283.600
- Quantidade de empresas no setor de agronegócio: 54
- Maior produtor de grãos do Estado de Goiás, na safra 2014/2015 produziu 2.334.674 toneladas de grãos, representando 1,1% da produção nacional.
- 2º maior produtor de milho do Brasil, por conta destes valores, em Jataí, a produtividade dos agricultores já superou a dos Estados Unidos.
- Está instalada no município a maior e mais moderna usina de etanol do mundo Raízen Energia S/A.
- Produção de milho no entorno de Jataí, em raio de 70 km. Milho Verão 80.000 ha. Produtividade média de 180 sc/ha. Milho Safrinha 400.000 ha. Produtividade média de 90 sc/ha

Sementeira de brachiária – raio de 100 km. 2.600 hectares.
- capacidade de armazenagem de 1.665.000/ton. Em operação são 40 unidades e em construção/projetos, são 08 unidades. Existe ainda 01 (uma) unidade de processamento de soja, com capacidade de 2.000 t/dia.
- A produção de grãos em toneladas nas safras de verão e inverno local, atinge 2.200.000 toneladas.
- Em várias propriedades rurais já contam com 3 safras anuais. Jataí é considerado o município com melhor clima do Brasil, se fazendo desnecessária a irrigação para a produção de sua safra.

Dentre as principais culturas desenvolvidas em Jataí, em 2010, a cana-de-açúcar foi a terceira no ranking de área plantada de lavoura temporária:
| Soja (em grão)                                                    | 56,73% | 210 000 hectares |
| Milho (em grão)                                                   | 32,42% | 120 000 hectares |
| Cana-de-açúcar                                                    | 4,86%  | 18 000 hectares  |
| Sorgo (em grão)                                                   | 4,05%  | 15 000 hectares  |
| Feijão (em grão)                                                  | 1,57%  | 5 800 hectares   |
| Girassol (em grão)                                                | 0,26%  | 960 hectares     |
| Arroz (em casca)                                                  | 0,05%  | 200 hectares     |
| Mandioca                                                          | 0,05%  | 200 hectares     |
| Área plantada da lavoura temporária - Ranking descendente - 2010. |        |                  |

Em termos de valor da produção, em 2010, a cana-de-açúcar foi a terceira no ranking de lavoura temporária:
| Soja (em grão)                                                        | 60,27% | R$ 471 026 000 |
| Milho (em grão)                                                       | 26,87% | R$ 210 015 000 |
| Cana-de-açúcar                                                        | 8,31%  | R$ 64 980 000  |
| Feijão (em grão)                                                      | 2,84%  | R$ 22 216 000  |
| Sorgo (em grão)                                                       | 1,49%  | R$ 11 610 000  |
| Girassol (em grão)                                                    | 0,10%  | R$ 780 000     |
| Mandioca                                                              | 0,10%  | R$ 750 000     |
| Arroz (em casca)                                                      | 0,03%  | R$ 214 000     |
| Valor da produção da lavoura temporária - Ranking descendente - 2010. |        |                |

#### Cana-de-açúcar
(*Observação) Quanto aos indicadores de produção do quadro acima (IBGE 2006), cabe salientar a recente mudança no caráter produtivo e na ocupação das terras da cidade, em relação à cultura de cana-de-açúcar:
| 2006                                                              | 3 800     | n/a    |
| 2007                                                              | 3 800     | 0%     |
| 2008                                                              | 140 000   | 3 584% |
| 2009                                                              | 665 000   | 375%   |
| 2010                                                              | 1 710 000 | 157%   |
| Evolução da cultura de cana-de-açúcar em Jataí, a partir de 2006. |           |        |

| 2006                                                                     | 95     | n/a     |
| 2007                                                                     | 95     | 0%      |
| 2008                                                                     | 1 000  | 952,63% |
| 2009                                                                     | 7 000  | 600%    |
| 2010                                                                     | 18 000 | 157,14% |
| Evolução da área plantada de cana-de-açúcar em Jataí, entre 2005 e 2010. |        |         |

Assim, nota-se que, a partir do ano de 2008, a cana-de-açúcar passou a ter grande representatividade na produção agrícola da cidade, superando até mesmo a produção (em toneladas) de soja (642.600 toneladas em 2010).

### Pecuária de leite e corte
- Maior bacia leiteira do Estado e 3º posição no ranking nacional, o maior número de confinadores de gado de Goiás e maior capacidade armazenadora estática de grãos do país.
- Produção de leite local: 1.141.725.000 litros/ano. Jataí é o maior produtor de leite de Goiás e 3º maior do país.
- Número de Granjas de Suínos e de Aves (peru, frango, galinhas). Suínos 25.000 cabeças. Frango/galinhas (*) 30.600.000 cabeças
- Número de bovinos em confinamento e semi-confinamento: confinamento: 50.000 cabeças, semi-confinamento: 15.000 cabeças/ano

### Indústria
Distrito Agroindustrial
O Distrito Agroindustrial, situado no perímetro urbano de Jataí, localizado na saída para a cidade de Rio Verde na BR 060, conta com uma área de 122,4 ha, para abrigar empresas dos ramos industriais, comerciais e de prestação de serviços com intuito de impulsionar a criação de novos empregos e o desenvolvimento econômico local.
Empresas instaladas: NovaCap Massa asfáltica, Adubo Sudoeste, Jataí Agroindústria de Biocombustível, Mariaté Logística e Distribuidora de Bebidas e Tecnoesse Indústria e Comércio Ltda, Louis Dreyfus Industrial, Comigo, Cargil, Brasil Foods, Raízen Energia S/A, Nestlé, Rações Paraíso, ORTIZ PROJETOS FLORESTAIS.
| Soja                                                  | 863 100 toneladas   |
| Milho                                                 | 1 221 000 toneladas |
| Sorgo                                                 | 70 000 toneladas    |
| Banana                                                | 6 633 toneladas     |
| Laranja                                               | 6 000 toneladas     |
| Feijão                                                | 19 200 toneladas    |
| Mandioca                                              | 4 500 toneladas     |
| Cana-de-açúcar                                        | 1 300 00 toneladas  |
| Arroz                                                 | 3 600 toneladas     |
| Algodão                                               | 4 284 toneladas     |
| Girassol                                              | 3 530 toneladas     |
| Trigo                                                 | 1 750 toneladas     |
| Frangos                                               | 336 400 cabeças     |
| Ovos                                                  | 2 691 000 dúzias    |
| Bovinos                                               | 352 000 cabeças     |
| Vacas ordenhadas                                      | 48 870 cabeças      |
| Suínos                                                | 54 280 cabeças      |
| Litros/Leite/Ano                                      | 141 723 litros      |
| Principais produtos agropecuários de Jataí IBGE 2013. |                     |

- Indústria - R$ 514 851 000,00 (milhões)
- Serviços - R$ 815 110 000,00 (milhões). Jataí possui o maior shopping do interior de Goiás: o Jathay Shopping, gerando mais de 1 500 empregos diretos e indiretos.
- Impostos - R$ 183 276 000,00 (milhões)
- Total = R$ 1 860 945 000,00 (bilhão)
- Fonte: IBGE, em parceria com os Órgãos Estaduais de Estatística, Secretarias Estaduais de Governo e Superintendência da Zona Franca de Manaus - SUFRAMA.

### Comércio
- 6.310 empresa(s) existente(s):
- Mineração: 6 empresas
- Comércio: 3.478 empresas
- Serviços: 2.282 empresas
- Agronegócio: 54 empresas

A cidade conta com o Jatahy Shopping, que abriga 65 lojas e recebe uma visitação de mais de 70 mil pessoas por mês.

### Empresas
Jataí ocupa a nona posição no número de empresas em todo o Estado de Goiás (IBGE-2015).
| Informação                               | Quantidade           |
| ---------------------------------------- | -------------------- |
| Unidades Locais                          | 2.676 unidades       |
| Número de Empresas Atuantes              | 2.575 unidades       |
| Pessoal ocupado (estimativa)             | 21.296 pessoas       |
| Pessoal ocupado assalariado (estimativa) | 18.685 pessoas       |
| Salário Médio mensal                     | 2.5 salários minímos |

Quatro usinas de álcool e uma de biodiesel estão se instalando no município, entre elas a paulista Cosan. A inauguração oficial foi dia 27 de maio de 2010, com geração de aproximadamente 4 500 empregos diretos e indiretos para produção de 4 milhões de litros de etanol.[carece de fontes?] As quatro empresas produzirão açúcar, etanol e energia elétrica. A usina de biodiesel está em fase final de implantação. A empresa francesa Louis Dreyfus Commodities é uma grande indústria no esmagamento de soja para fabricação de óleo de soja e farelo. Perdigão, hoje BRF, e Nestlé.

## Infraestrutura

### Saúde
Dados do IBGE de 2014:
- Estabelecimentos de Saúde total (hospitais e postos de saúde) - 36
  - Estabelecimentos de Saúde públicos - 19
  - Estabelecimentos de Saúde privados - 17
- Leitos para internação em Estabelecimentos de Saúde total - 259 leitos
  - Leitos dos estabelecimentos de Saúde público - 132 leitos
  - Leitos dos estabelecimentos de Saúde privado - 127 leitos
- Óbitos hospitalares total - 276 óbitos
  - Óbitos do sexo masculino - 148 óbitos
  - Óbitos do sexo feminino - 128 óbitos

### Educação
Dados do IBGE de 2015:
- Matrículas no Ensino fundamental total - 13 211 matrículas:
  - Matrículas no ensino público municipal - 7 136 matrículas
  - Matrículas no ensino público estadual - 3 239 matrículas
  - Matrículas no ensino privado - 2 836 matrículas
- Matrículas no Ensino médio total - 3 344 matrículas
  - Matrículas no ensino público estadual - 2 590 matrículas
  - Matrículas no ensino público federal - 154 matrículas
  - Matrículas no ensino privado - 600 matrículas
- Matrículas no Ensino Superior total - 4 884 matrículas (Dados 2010/2011)
  - Matrículas no ensino público estadual (Universidade Estadual de Goiás) - 205 matrículas
  - Matrículas no ensino público federal (Universidade Federal de Jataí e Instituto Federal de Goiás) - 3 834 matrículas
  - Matrículas no ensino privado (Faculdades Jataiense) e (Centro de Ensino Superior de Jataí) - 845 matrículas

### Energia
- PCH Jataí - 30 MW
- PCH Irara - 30 MW
- Usina Cosan Jataí  - 105 MW (75 MW excedente)
- Jataí Ecodiesel: usina de biodisel

### Transporte
O município conta com acesso pelas rodovias federais BR-158, BR-060 e BR-364. No transporte aéreo, possui aeroporto com pista de 1 500 metros, homologada e com rádio operando normalmente.
Segundo dados do Departamento Nacional de Trânsito e do Instituto Brasileiro de Geografia e Estatística, a frota total de veículos expandiu-se de 42 185 (2009) para 56 838 (2012).
| Tipo do veículo | 2009   | 2012   | 2016   |
| --------------- | ------ | ------ | ------ |
| Automóveis      | 17 105 | 23 099 | 28 519 |
| Motocicleta     | 10 277 | 13 450 | 15 527 |
| Motoneta        | 5 104  | 6 813  | 8 257  |
| Caminhonete     | 4 731  | 6 442  | 8 320  |
| Caminhão        | 1 753  | 2 101  | 2 390  |
| Camioneta       | 815    | 1 011  | 1 407  |
| Caminhão trator | 464    | 604    | 802    |
| Ônibus          | 168    | 204    | 276    |
| Utilitário      | 131    | 249    | 463    |
| Micro-ônibus    | 70     | 114    | 167    |
| Outros          | 2      | 2 502  | 3 685  |
| Total           | 42 185 | 56 838 | 69 813 |

## Jataienses notáveis
- Voninho, sanfoneiro
- Nana Gouveia, atriz
- Os Filhos de Goiás Orlando Gonçalves de Assis (nome artístico: Maurico) e Orenci Gonçalves de Assis (nome artístico: Maurozinho)
- Os irmãos gêmeos Lázaro e Vicente (nomes artísticos UaiLazaro e UaiVicente, respectivamente), dupla de influencers digitais que acumulam milhões de seguidores nas redes sociais, tais como Instagram e TikTok. Nascidos em Jataí, os irmãos são contratados da Loud, organização patrocinada por diversas empresas de grande porte.
- Danilo da Silva Souza (nome artístico: Danilo Detonadores) nascido em jataí, ele tem um canal no YouTube , aonde seu principal conteúdo é sobre carros automotivos, com mais de 43,6 mil inscritos é com no total de 13.914.979 visualizações em seu canal.